# Midara bengueta
Midara bengueta är en fjärilsart som beskrevs av William Schaus 1928. Midara bengueta ingår i släktet Midara och familjen björnspinnare. Inga underarter finns listade i Catalogue of Life.